# Przetacznik trójlistkowy
Przetacznik trójlistkowy (Veronica triphyllos L.) – gatunek rośliny należący do rodziny babkowatych (Plantaginaceae), w systemach XX-wiecznych klasyfikowany zwykle do trędownikowatych (Scrophulariaceae). 

## Zasięg geograficzny
Zwarty obszar jego zasięgu obejmuje Algierię i Maroko, całą niemal Europę i znaczną część Azji. W Polsce gatunek pospolity. 

## Morfologia

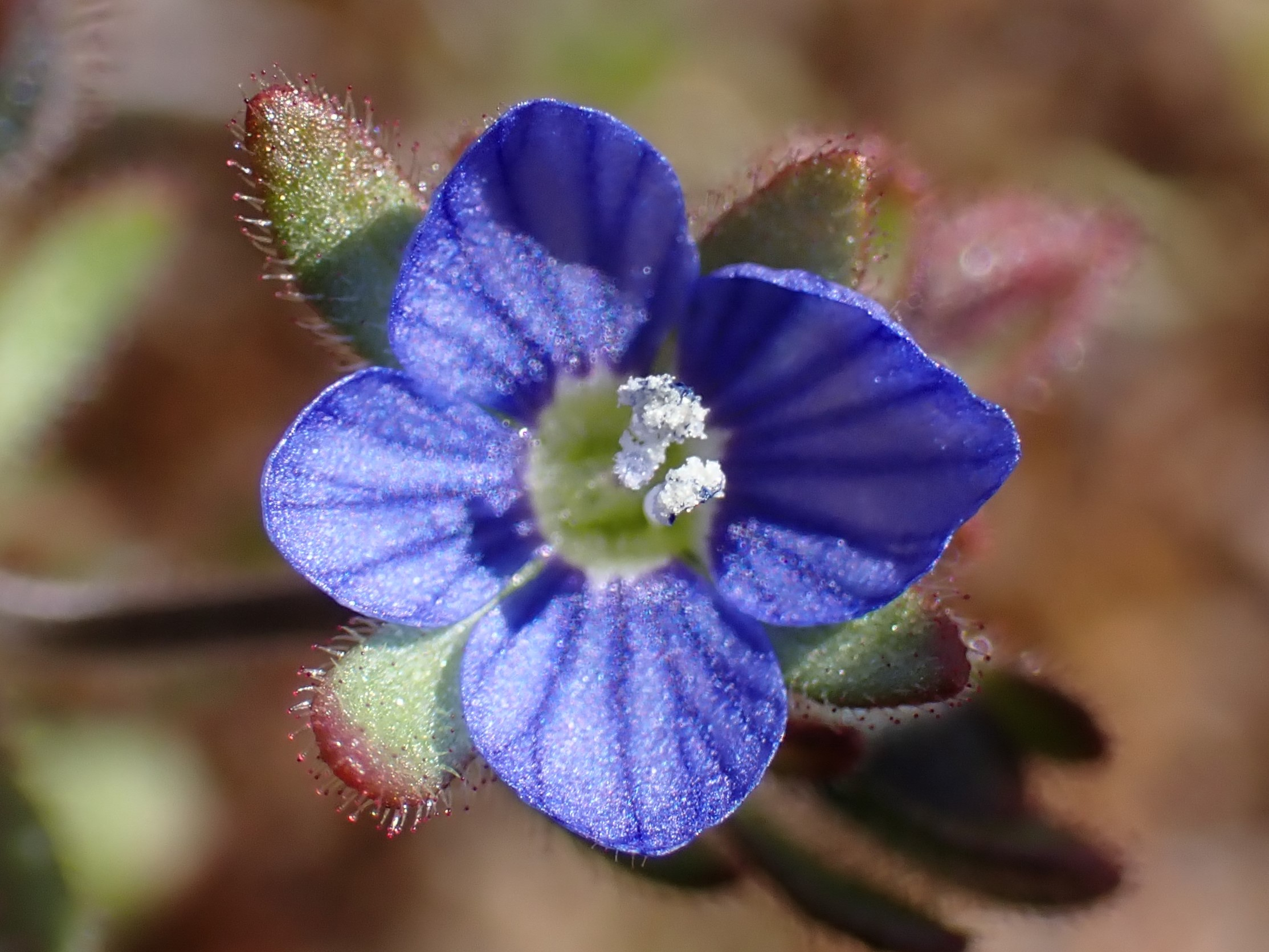
Kwiat

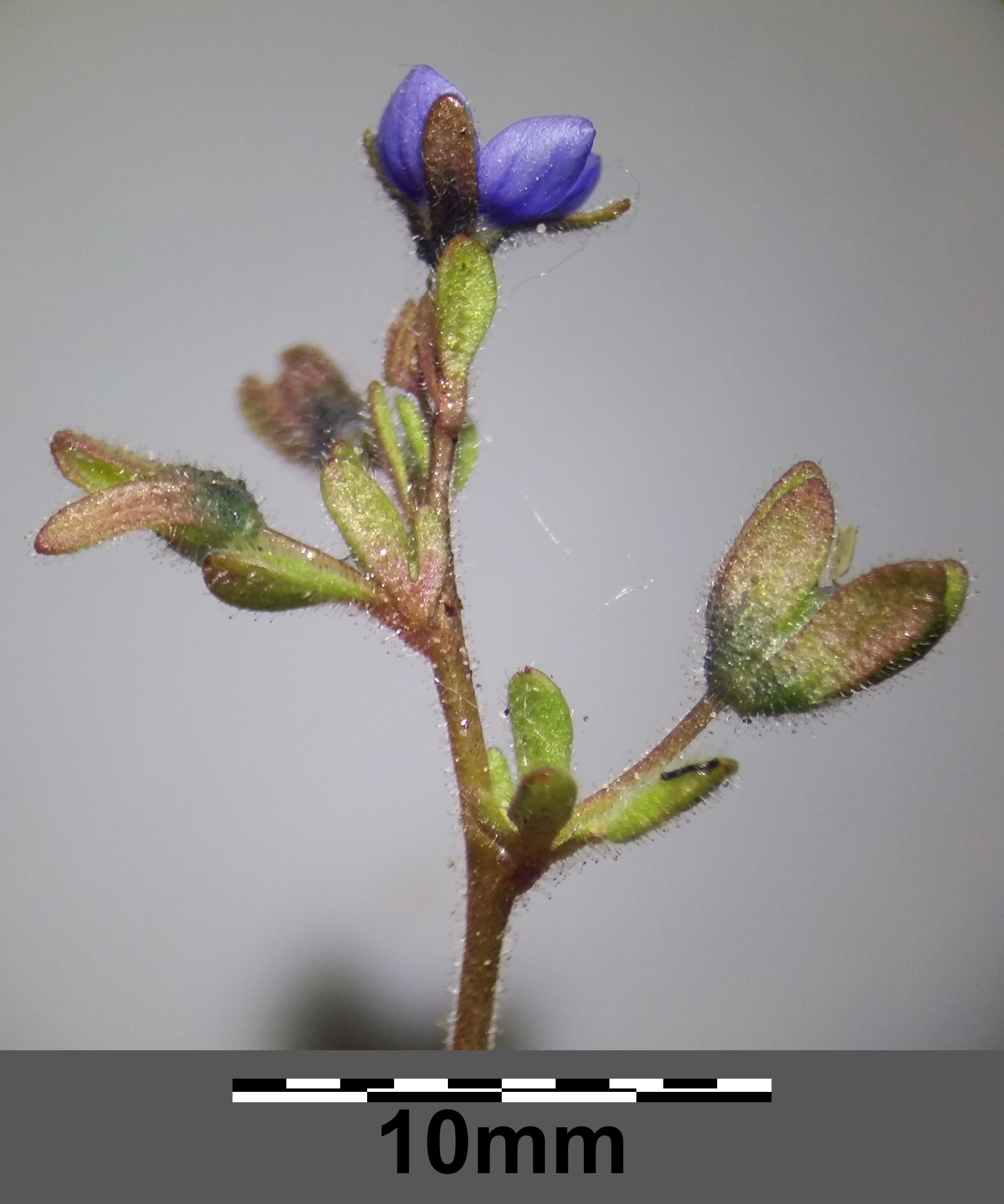
Kwiatostan

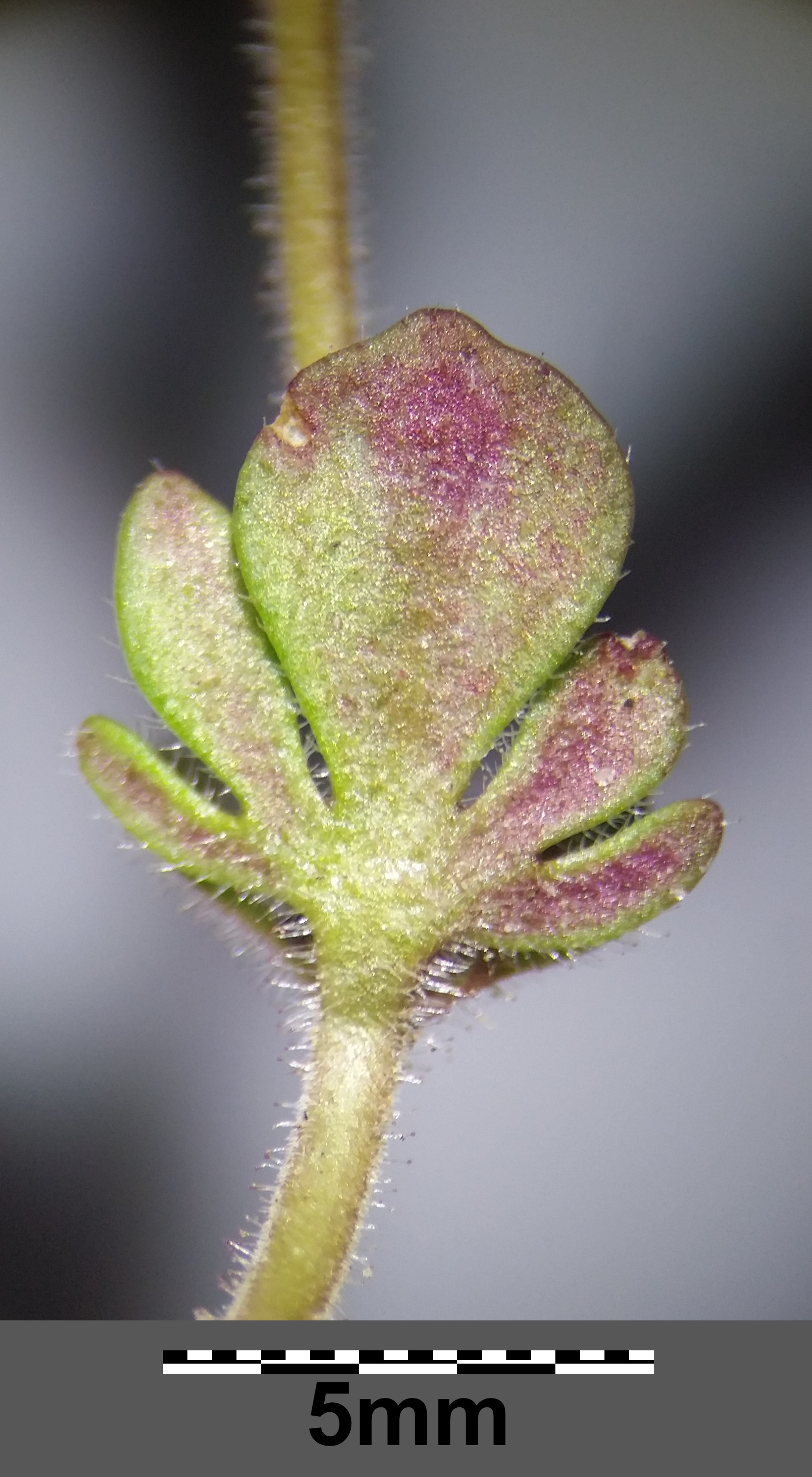
Liść

ŁodygaDługa, rozesłana lub podnosząca się, o długości 5–15 cm.
LiścieDłoniasto podzielone.
KwiatyO ciemnoniebieskich koronach i średnicy 6–9 mm, w luźnych gronach wierzchołkowych.
OwocSzypułkowy, o długości kielicha.

## Biologia i ekologia
Roślina jednoroczna. Kwitnie od marca do maja. Występuje na polach, w ogrodach, na nieużytkach. W klasyfikacji zbiorowisk roślinnych gatunek charakterystyczny dla Ass. Papaveretum argemones.